# Nathan Healey
Nathan Healey (n. 27 de febrero de 1980 en Gosford, Australia) es un jugador de tenis australiano. En dobles conquistó 3 títulos de ATP en su carrera. En enero de 2007 obtuvo su mejor posición en el ranking ubicándose en el número 159.

## Títulos (3; 0+3)

### Dobles (3)
| Leyenda                |
| Grand Slam (0)         |
| Tennis Masters Cup (0) |
| ATP Masters Series (0) |
| ATP Tour (3)           |

| N.º | Fecha                    | Torneo | Superficie    | Pareja           | Oponentes en la final         | Resultado   |
| --- | ------------------------ | ------ | ------------- | ---------------- | ----------------------------- | ----------- |
| 1.  | 29 de julio de 2001      | Sopot  | Tierra batida | Paul Hanley      | Irakli Labadze Attila Savolt  | 7-6(10) 6-2 |
| 2.  | 12 de enero de 2003      | Sídney | Dura          | Paul Hanley      | Mahesh Bhupathi Joshua Eagle  | 7-6(3) 6-4  |
| 3.  | 18 de septiembre de 2005 | Pekín  | Dura          | Justin Gimelstob | Dmitri Tursúnov Mijaíl Yuzhny | 4-6 6-3 6-2 |